# 狩振岳
狩振岳（かりぶりだけ、かりふりだけ、かりふれだけ）は、北海道の空知郡南富良野町と勇払郡占冠村の2町村にまたがる標高1,323.2mの山である。山頂には二等三角点「狩振」が設置されている。

## 概要
日高山脈を構成する北日高の山で、主稜線から北西方向に伸びる支稜線上に双珠別岳(1,383m)を経て連なる。星野リゾートトマムと正面で対峙するため雲海テラスからは狩振岳の目立った山容を望むことができる。また同リゾートはスノーリムジンのCATで狩振岳を滑走する『TOMAMU 狩振岳 CAT TOUR』を冬期に主催している。
山名はかつて石狩国（南富良野町）と胆振国（占冠村）の境界に位置していたことからついた。

## 登山
登山道はないため残雪期に登られる。主な登山ルートは2つある。

### 占冠村上トマムから
標高644m標高点にある駐車スペースから尾根を登って山頂南西の尾根に至り、そこから山頂を目指すルート。

### 日高町から
国道274号の駐車スペースから尾根を伝って主稜線上の労山熊見山へ登り、そこから双珠別岳の支稜線を経て山頂を目指すルート。熊見山を経由して登る人もいる。